# Chrysometa maitae
Chrysometa maitae este o specie de păianjeni din genul Chrysometa, familia Tetragnathidae, descrisă de A[ac. acute și Lvarez-padilla în anul 2007. Conform Catalogue of Life specia Chrysometa maitae nu are subspecii cunoscute.